# Epidendrum renilabium
Epidendrum renilabium är en orkidéart som beskrevs av Rudolf Schlechter. Epidendrum renilabium ingår i släktet Epidendrum och familjen orkidéer. Inga underarter finns listade i Catalogue of Life.